# Grisin charbonnier
Cercomacra carbonaria
Espèce
Répartition géographique
Statut de conservation UICN

 CR A3c : 
En danger critique
Le Grisin charbonnier (Cercomacra carbonaria) est une espèce d'oiseaux de la famille des Thamnophilidae.
Cet oiseau fréquente les rivages du Rio Branco (Roraima). Il est en danger critique d'extinction à cause de la destruction de son habitat.